# Puchar Narodów Oceanii w Piłce Ręcznej Kobiet 2011
Puchar Narodów Oceanii w Piłce Ręcznej Kobiet 2011 – trzeci turniej kobiecego Pucharu Narodów Oceanii. Odbył się w dniach 28–29 maja 2011 w hali Te Rauparaha Arena w Porirua w Nowej Zelandii. Do turnieju przystąpiły dwie reprezentacje narodowe – Nowa Zelandia i Australia.
Stawką dwumeczu pomiędzy uczestnikami było prawo występu na mistrzostwach świata, które odbyły się w grudniu 2011 roku w Brazylii. Zwycięsko z obu pojedynków wyszły reprezentantki Australii kwalifikując się tym samym do turnieju finałowego MŚ.

## Mecze
| 28 maja 201117:00 | Nowa Zelandia | 13:22(5:11) | Australia | Te Rauparaha Arena, Porirua |
| 28 maja 201117:00 |               | 13:22(5:11) |           | Te Rauparaha Arena, Porirua |

| 29 maja 201117:00 | Australia | 25:17(11:7) | Nowa Zelandia | Te Rauparaha Arena, Porirua |
| 29 maja 201117:00 |           | 25:17(11:7) |               | Te Rauparaha Arena, Porirua |